# 174567 Varda
174567 Varda (designação provisória 2003 MW12) é um objeto transnetuniano que está localizado no Cinturão de Kuiper, uma região do Sistema Solar. Este corpo celeste é classificado como um cubewano. Ele possui uma magnitude absoluta de 3,4 e tem um diâmetro estimado de cerca de 722+82
−76 quilômetros. Devido ao seu tamanho relativamente grande, o mesmo é considerado um forte candidato a ser classificado como planeta anão.

## Descoberta
Varda foi descoberto no dia 21 de junho de 2003 pelo astrônomo Jeffrey A. Larsen, através do projeto Spacewatch.

## Nome
Os nomes de Varda e sua lua foram anunciadas em 16 de janeiro de 2014. Varda é a rainha dos Valar, criadora das estrelas, uma das servas mais poderosas do todo-poderoso Eru Ilúvatar na mitologia ficcional de J. R. R. Tolkien. Ilmarë é um chefe dos Maiar e servo de Varda.

## Dimensões e estatuto
Seu tamanho não é precisamente conhecido, mas é estimado entre 500 e 1130 quilômetros, tornando-se um objeto de grande massa no Cinturão de Kuiper. Como tal, ele é um candidato para o status de planeta anão.

## Características orbitais
Atualmente encontra-se a 47,8 UAs de distância em relação ao Sol, e atingirá o seu periélio em torno de novembro do ano de 2096. Foi observado 68 vezes, 14 delas em oposição e recuperado em imagens que remonta ao ano de 1980.
A órbita de Varda tem uma excentricidade de 0,142 e possui um semieixo maior de 45,631 UA. O seu periélio leva o mesmo a uma distância de 39,166 UA em relação ao Sol e seu afélio a 52,096 UA.

## Satélite
Um satélite, Ilmarë, (oficialmente (174567) Varda I Ilmarë), foi descoberto em uma imagem obtida pelo Telescópio Espacial Hubble em 26 de abril de 2009, e a descoberta foi anunciada em 2011. Ilmarë tem um diâmetro estimado em 51% do que o de seu primário.
Apesar da descoberta de uma lua, a massa do sistema ainda não foi medido e os diâmetros sendo comunicados continuam em estimativas grosseiras.